# 27 Cancri
27 Cancri, som är stjärnans Flamsteed-beteckning, är en ensam stjärna, belägen i den mellersta delen av stjärnbilden Kräftan. Den har en genomsnittlig skenbar magnitud av ca 5,56 och är svagt synlig för blotta ögat där ljusföroreningar ej förekommer. Baserat på parallax enligt Gaia Data Release 2 på ca 3,3 mas, beräknas den befinna sig på ett avstånd på ca 990 ljusår (ca 300 parsek) från solen. Den rör sig närmare solen med en heliocentrisk radialhastighet på ca –8,3 km/s. Stjärnan ingår i Arcturus-strömmen, en grupp stjärnor med stor egenrörelse och metallfattiga egenskaper som tros vara resterna av en liten galax som uppslukats av Vintergatan.

## Egenskaper
Primärstjärnan 27 Cancri är en röd till orange jättestjärna av spektralklass M3 IIIa, som för närvarande befinner sig på den asymptotiska jättegrenen, vilket betyder att den är en långt utvecklad stjärna som har förbrukat förrådet av både väte och helium i dess kärna. Den har en radie som är ca 119 solradier och utsänder från dess fotosfär ca 2 450 gånger mera energi än solen vid en effektiv temperatur av ca 3 600 K.
27 Cancri klassificeras som en halvregelbunden variabel stjärna av typ SRb och dess skenbara magnitud varierar från +5,41 till +5,75 med en period av 40 dygn.